# Liste der Kulturdenkmale im Stadtteil Oberer Schlossgarten

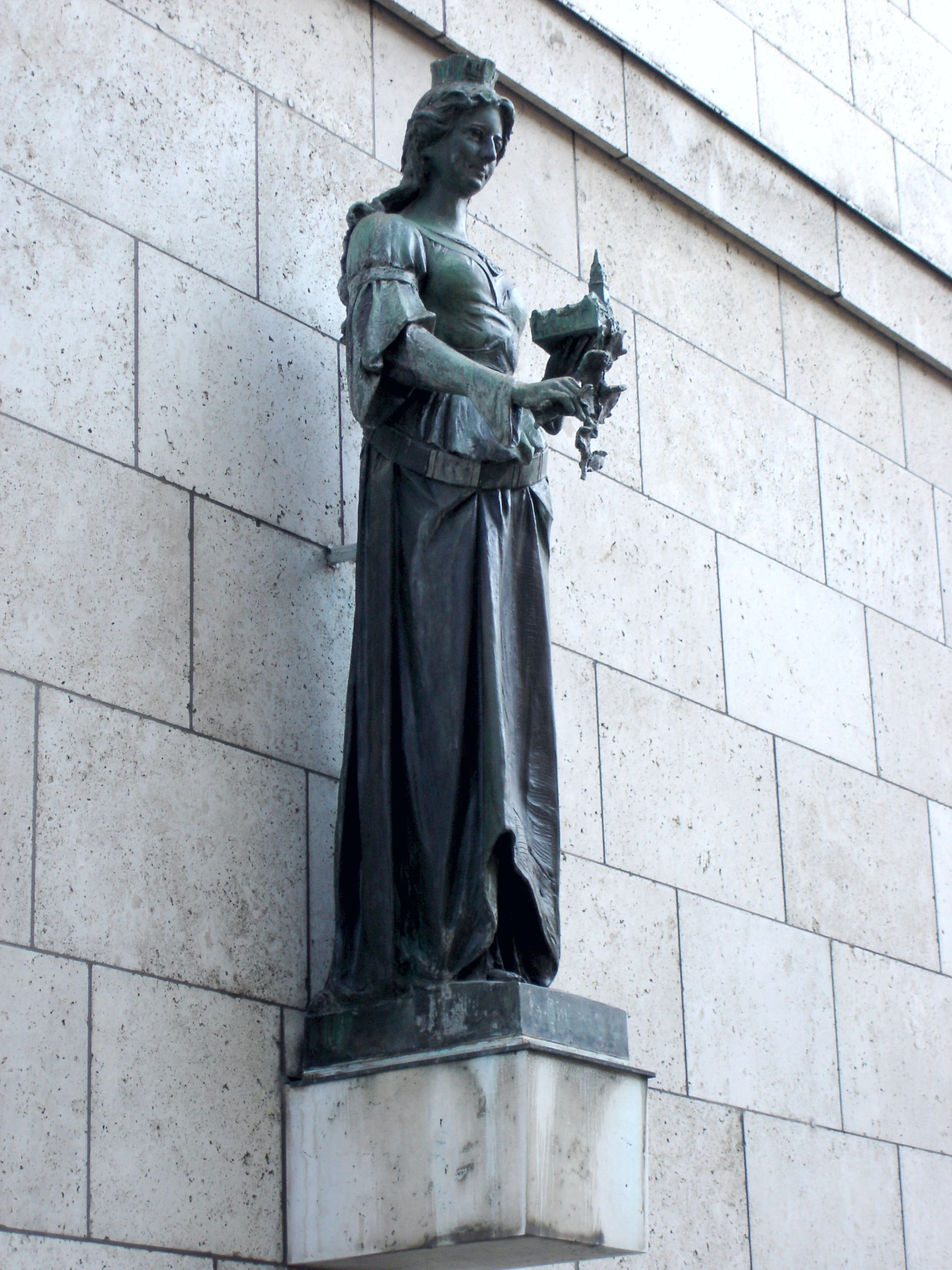
Stuttgardia

In der Liste der Kulturdenkmale im Stadtteil Oberer Schlossgarten sind alle unbeweglichen Bau- und Kunstdenkmale im Stuttgarter Stadtteil Oberer Schlossgarten aufgeführt, die in der Liste der Kulturdenkmale. Unbewegliche Bau- und Kunstdenkmale der Unteren Denkmalschutzbehörde für diesen Stadtteil Stuttgarts verzeichnet sind. Stand dieser Liste ist der 25. April 2008.  Die Liste wurde seitdem reduziert, so dass sich hier auch Objekte finden, die möglicherweise aktuell nicht mehr unter Denkmalschutz stehen.
Diese Liste ist nicht rechtsverbindlich. Eine rechtsverbindliche Auskunft ist lediglich auf Anfrage bei der Unteren Denkmalschutzbehörde der Stadt Stuttgart erhältlich.

## Allgemein
- Bild: Zeigt ein ausgewähltes Bild aus Commons, „Weitere Bilder“ verweist auf die Bilder im Medienarchiv Wikimedia Commons.
- Bezeichnung: Nennt den Namen, die Bezeichnung oder die Art des Kulturdenkmals.
- Lage: Straßenname und Hausnummer oder Flurstücknummer des Kulturdenkmals, gegebenenfalls auch den Ortsteil. Die Grundsortierung der Liste erfolgt nach dieser Adresse. Der Link (Karte) führt zu verschiedenen Kartendiensten mit der Position des Kulturdenkmals. Fehlt dieser Link, wurden die Koordinaten noch nicht eingetragen. Sind diese bekannt, können sie über ein Tool mit einer Kartenansicht einfach nachgetragen werden. In dieser Kartenansicht sind Kulturdenkmale ohne Koordinaten mit einem roten bzw. orangen Marker dargestellt und können durch Verschieben auf die richtige Position in der Karte mit Koordinaten versehen werden. Kulturdenkmale ohne Bild sind an einem blauen bzw. roten Marker erkennbar.
- Datierung: Baubeginn, Fertigstellung, Datum der Erstnennung oder grobe zeitliche Einordnung entsprechend des Eintrags in der zuständigen Denkmaldatenbank (Landesamt für Denkmalpflege Baden-Württemberg).
- Beschreibung: Kurzcharakteristik des Kulturdenkmals.

## Kulturdenkmale im Stadtteil Oberer Schlossgarten
| Bild           | Bezeichnung                                                                                              | Lage                                                                          | Datierung                        | Beschreibung | ID |
| -------------- | --- | ----------------------------------------------------------------------------- | -------------------------------- | --- | -- |
| Weitere Bilder | Akademie- oder Löwenbrunnen                                                                              | Eugensplatz, Akademiegarten, Flst.Nr. 672 (Karte)                             | 1807–1811                        | Empire, Nikolaus Friedrich von Thouret, Professor Geschützt nach § 2 DSchG                                                                                     |    |
| Weitere Bilder | Altes Amtsgerichtsgebäude                                                                                | Archivstr. 15 (Karte)                                                         | 1904, 1913–1914                  | Historismus-Neorenaissance, Neoklassizismus, Königliches Bezirksbauamt Stuttgart, Friedrich Gekeler, Baurat Geschützt nach § 2 DSchG                           |    |
| Weitere Bilder | Fassaden des ehemaligen Verwaltungsgebäudes des Allgemeinen Deutschen Versicherungsvereins               | Archivstr. 16, Olgastr. 18, 20 (Karte)                                        | 1898, 1902–1903, 1913            | Neorenaissance, Jugendstil, Neoklassizismus, Georg Friedrich Bihl und Alfred Woltz Geschützt nach § 2 DSchG                                                    |    |
|                | Miets- und Geschäftshauskomplex                                                                          | Charlottenstr. 21A, 21B, 21C (Karte)                                          | 1898, 1902–1903, 1913            | Historismus-Neogotik, Jugendstil, Karl Hengerer Geschützt nach § 2 DSchG                                                                                       |    |
|                | Miets- und Geschäftshaus                                                                                 | Charlottenstr. 5, Urbanstr. 1 (Karte)                                         | 1895                             | Historismus Geschützt nach § 2 DSchG |    |
|                | Fußgängerbrücke, genannt Schillersteg                                                                    | Ferdinand-Leitner-Steg, Schillerstraße, Oberer/Mittlerer Schloßgarten (Karte) | 1960–1961                        | Internationaler Stil ab 1950, Ingenieurbau, Fritz Leonhardt und Andrä Wolfahrt Geschützt nach § 2 DSchG                                                        |    |
| Weitere Bilder | Wilhelmspalais                                                                                           | Konrad-Adenauer-Str. 2 (Karte)                                                | 1834–1840, 1961–1965             | Klassizismus, Giovanni Salucci, Hofbaumeister; Wilhelm Tiedje (1961–1965) Geschützt nach § 12 DSchG                                                            |    |
| Weitere Bilder | Sachgesamtheit Alte und Neue Staatsgalerie mit Reiterdenkmal und Vase                                    | Konrad-Adenauer-Str. 28, 30, 32, Urbanstr. 25 (Karte)                         | 1834–1840, 1961–1965             | Klassizismus, Giovanni Salucci, Hofbaumeister; Wilhelm Tiedje (1961–1965); Vase (1836, 1835/36, Friedrich Distelbarth, Hofbildhauer) Geschützt nach § 12 DSchG |    |
| Weitere Bilder | Landtagsgebäude                                                                                          | Konrad-Adenauer-Str. 3 (Karte)                                                | 1959–1961                        | Internationaler Stil ab 1950, Kurt Viertel; Erwin Heinle und Horst Linde Geschützt nach § 2 DSchG                                                              |    |
| Weitere Bilder | Reiterdenkmal für König Wilhelm I.                                                                       | Konrad-Adenauer-Str. 32 (Karte)                                               | 1884                             | Johann Ludwig von Hofer, Bildhauer Geschützt nach § 2 DSchG |    |
| Weitere Bilder | Alte Staatsgalerie                                                                                       | Konrad-Adenauer-Str. 32 (Karte)                                               | 1838–1843, 1881–1884             | Klassizismus, Gottlob Georg Barth, Oberbaurat; Albert von Bok, Oberbaurat (1881–1884) Geschützt nach § 2 DSchG                                                 |    |
|                | Großes Haus und Verwaltungstrakt der Württembergischen Staatstheater                                     | Oberer Schloßgarten 6, Staatstheater: Großes Haus (Karte)                     | 1909–1912, 1956, 1970, 1983–1984 | Max Littmann Geschützt nach § 2 DSchG |    |
|                | Württembergisches Staatstheater: Kleines Haus                                                            | Oberer Schloßgarten 6, Staatstheater: Kleines Haus (Karte)                    | 1959–1962                        | Internationaler Stil ab 1950, Hans Volkart, Bert Perlia, Kurt Pläcking Geschützt nach § 2 DSchG                                                                |    |
| Weitere Bilder | Schicksalsbrunnen                                                                                        | Oberer Schloßgarten, Flst.Nr. 672 (Karte)                                     | 1914                             | Neoklassizismus, Karl Donndorf, Bildhauer; Richard und Willy Schöndorf, Bildhauer Geschützt nach § 2 DSchG                                                     |    |
| Weitere Bilder | Schillerdenkmal                                                                                          | Oberer Schloßgarten, Flst.Nr. 672 (Karte)                                     | 1913                             | Adolph Donndorf, Bildhauer Geschützt nach § 2 DSchG |    |
|                | Fünf Marmorstatuen: Diana von Gabii, Hebe, Venus von Arles, Venus Callpigos, Discobolus (Sachgesamtheit) | Oberer Schloßgarten, Wolfgang-Windgassen-Weg, Flst.Nr. 672 (Karte)            | 1844–1854                        | Klassizismus, antikisierende Formen, Ludwig von Hofer, Hofbildhauer Geschützt nach § 2 DSchG                                                                   |    |
| Weitere Bilder | Mehrfamilienhaus                                                                                         | Olgastr. 1 A (Karte)                                                          | 1874                             | Louis-Seize-Formen, Johann Wendelin Braunwald Geschützt nach § 2 DSchG                                                                                         |    |
| Weitere Bilder | Mehrfamilienhaus und Garten (Sachgesamtheit)                                                             | Olgastr. 1 B, Flst.Nr. 3004/1, 3004/4, 3004/5, 3004/6 (Karte)                 | 1862,                            | Klassizismus (Spätklassizismus), wahrscheinlich Georg Morlock, Baurat Geschützt nach § 2 DSchG                                                                 |    |
|                | Mehrfamilienhaus mit Grundstücksmauern zur Gaisburgstraße (Sachgesamtheit)                               | Olgastr. 3 (Karte)                                                            |                                  | Klassizismus (Spätklassizismus), wahrscheinlich Wilhelm Brenner, Steinhauerwerkmeister Geschützt nach § 2 DSchG                                                |    |
| Weitere Bilder | Mehrfamilienhaus mit Grundstücksmauern zur Gaisburgstraße (Sachgesamtheit)                               | Olgastr. 5 (Karte)                                                            | 1868                             | Klassizismus (Spätklassizismus), Wilhelm Brenner, Steinhauerwerkmeister Geschützt nach § 2 DSchG                                                               |    |
|                | Mehrfamilienhaus                                                                                         | Olgastr. 7 (Karte)                                                            | 1864                             | Klassizismus (Spätklassizismus), Wilhelm Brenner, Steinhauerwerkmeister Geschützt nach § 2 DSchG                                                               |    |
| Weitere Bilder | Ehemalige Villa Bohnenberger und Nebengebäude und Mauer (Sachgesamtheit)                                 | Olgastr. 9, 11 (Karte)                                                        | 1869–1872                        | Historismus-italienische Neorenaissance, Carl Beisbarth Geschützt nach § 2 DSchG                                                                               |    |
|                | Ehemaliges Königliches Kriegsministerium                                                                 | Olgastr. 13, Archivstr. 19 (Karte)                                            | 1913–1914                        | Historismus-Neobarock, Heinrich Graser, Militärbauinspektor Geschützt nach § 2 DSchG                                                                           |    |
|                | Mietshaus                                                                                                | Olgastr. 15 (Karte)                                                           | 1862                             | Carl Eckert, Zimmerwerkmeister Geschützt nach § 2 DSchG |    |
|                | Mietshaus                                                                                                | Olgastr. 17 (Karte)                                                           | 1863                             | Carl Eckert, Zimmerwerkmeister Geschützt nach § 2 DSchG |    |
| Weitere Bilder | Mietshäuser (Sachgesamtheit)                                                                             | Olgastr. 31, 33 (Karte)                                                       | 1861                             | Klassizismus (Spätklassizismus), Georg Schöttle, Bauunternehmer Geschützt nach § 2 DSchG                                                                       |    |
| Weitere Bilder | Königin-Katharina-Stift                                                                                  | Schillerstr. 5 (Karte)                                                        | 1901–1903                        | Historismus-Neogotik, deutsche Neorenaissance, Emil Mayer, Stadtbaurat; Jakob Brüllmann und Adolf Fremd, Bildhauer Geschützt nach § 2 DSchG                    |    |
| Weitere Bilder | Oberer und Mittlerer Schloßgarten (Sachgesamtheit)                                                       | Schloßgarten, Oberer und Mittlerer, Flst.Nr. 672, 673 (Karte)                 | 1807–1808, 1961                  | (historischer) Landschaftsgarten, Nikolaus Friedrich von Thouret, Prof.; Kaufmann W., Gartenbaudirektor Geschützt nach § 2 DSchG                               |    |
| Weitere Bilder | Kunstgebäude mit Verbindungsbau und sogenanntem Oberlichtsaal                                            | Schloßplatz 2 (Karte)                                                         | 1910–1913, 1956–1961             | Fischer Theodor (1910–1913), Paul Bonatz und Wilhelm Günter (1956–1961, Internationaler Stil ab 1950) Geschützt nach § 2 DSchG                                 |    |
| Weitere Bilder | Neues Schloß                                                                                             | Schloßplatz 4 (Karte)                                                         | 1747–1807, 1958–1964             | Retti L.; de la Goepiere; R.F.H. Fischer; Nikolaus Friedrich von Thouret; Lempp, Rösiger, Fleck Geschützt nach § 12 DSchG                                      |    |
|                | Wappenhalter                                                                                             | Schloßplatz 4, Flst.Nr. 672 (Karte)                                           | 1823                             | Antonio Isopi Geschützt nach § 2 DSchG |    |
|                | Jubiläumssäule                                                                                           | Schloßplatz 4, Flst.Nr. 660/1 (Karte)                                         | 1842–1846                        | Theodor von Wagner, Bildhauer; Johann Ludwig von Hofer, Hofbildhauer (Concordia) Geschützt nach § 2 DSchG                                                      |    |
|                | Springbrunnen                                                                                            | Schloßplatz, Flst.Nr. 660/1 (Karte)                                           | 1863                             | Historismus-Neobarock, Christian Friedrich von Leins; Karl Kopp, Bildhauer Geschützt nach § 2 DSchG                                                            |    |
| Weitere Bilder | Fassaden des ehemaligen Verwaltungsgebäudes der Stuttgarter Mit- und Rückversicherungs-AG                | Uhlandstr. 2 (Karte)                                                          | 1912                             | Neoklassizismus, Georg Friedrich Bihl und Alfred Woltz Geschützt nach § 2 DSchG                                                                                |    |
|                | Ehemaliges Verwaltungsgebäude des Allgemeinen Deutschen Versicherungs-Vereins                            | Uhlandstr. 5 (Karte)                                                          | 1910                             | Neoklassizismus, Georg Friedrich Bihl und Alfred Woltz Geschützt nach § 2 DSchG                                                                                |    |
| Weitere Bilder | Mehrfamilienhaus                                                                                         | Ulrichstr. 19 (Karte)                                                         | 1870, 1871                       | Klassizismus (Spätklassizismus), Wilhelm Brenner und Chr. Rieth, Werkmeister; Christian Friedrich von Leins (1871) Geschützt nach § 2 DSchG                    |    |
|                | Generalkonsulat der USA                                                                                  | Urbanstr. 7 (Karte)                                                           | 1955                             | Internationaler Stil ab 1950, Skidmore, Owings and Merrill; Otto Apel, Ingenieurbüro Geschützt nach § 2 DSchG                                                  |    |
|                | Geschäftshaus                                                                                            | Urbanstr. 28 (Karte)                                                          | 1950                             | Internationaler Stil ab 1950, Fritz Wengert und Erich Stoll Geschützt nach § 2 DSchG                                                                           |    |
|                | Mietshaus                                                                                                | Urbanstr. 33 (Karte)                                                          | 1871                             | Historismus-Neorenaissance, Carl Werner Geschützt nach § 2 DSchG                                                                                               |    |
|                | Mietshaus                                                                                                | Urbanstr. 51 (Karte)                                                          | 1879                             | Klassizismus (Spätklassizismus), Neorenaissance, Adolf und Carl Eckert, Werkmeister Geschützt nach § 2 DSchG                                                   |    |
| Weitere Bilder | Mietshäuser mit Ladenlokal (Sachgesamtheit)                                                              | Urbanstr. 68, 70 (Karte)                                                      | 1888                             | Historismus-Neorenaissance, Adolf und Carl Eckert, Werkmeister Geschützt nach § 2 DSchG                                                                        |    |
| Weitere Bilder | Mehrfamilienhaus                                                                                         | Werastr. 4 (Karte)                                                            | 1870                             | Klassizismus (Spätklassizismus), A. Pfrimer Geschützt nach § 2 DSchG                                                                                           |    |
| Weitere Bilder | Herrschaftliches Mehrfamilienhaus                                                                        | Willy-Brandt-Str. 8 (Karte)                                                   | 1858                             | Klassizismus, Ernst Heinrich Friedrich Haueisen, Werkmeister Geschützt nach § 2 DSchG                                                                          |    |
| Weitere Bilder | Villa | Willy-Brandt-Str. 12 (Karte)                                                  | 1860                             | Klassizismus (Spätklassizismus), T. Schied, Baumeister Geschützt nach § 2 DSchG                                                                                |    |